# Labastide-Savès
Labastide-Savès ist eine französische Gemeinde mit 187 Einwohnern (Stand 1. Januar 2022) im Département Gers in der Region Okzitanien (vor 2016: Midi-Pyrénées). Sie gehört zum Arrondissement Auch und zum Kanton Val de Save.
Die Einwohner werden Labastidiens und Labastidiennes genannt.

## Geographie
Labastide-Savès liegt circa 36 Kilometer ostsüdöstlich von Auch in der Région naturelle Comminges am östlichen Rand des Départements.
Umgeben wird Labastide-Savès von den vier Nachbargemeinden:
|         | Cazaux-Savès                                |         |
| Noilhan | Kompassrose, die auf Nachbargemeinden zeigt | Pompiac |
|         | Samatan                                     |         |

### Gewässer
Labastide-Savès liegt im Einzugsgebiet des Flusses Garonne.
Die Save, ein linker Nebenfluss der Garonne, durchquert das Gebiet der Gemeinde von Süd nach Nord. Die Aussoue fließt auf einem kurzen Abschnitt an der Grenze zur südlichen Nachbargemeinde Samatan entlang, bevor sie auf der gemeinsamen Grenze rechts in die Save mündet. Wenige hundert Meter flussaufwärts mündet der Ruisseau de la Garenne in die Aussoue. Der Ruisseau de Camarens, der Ruisseau du Garros und der Ruisseau des Cailloux münden auf dem Gebiet der Gemeinde in die Save.

## Geschichte
Im Mittelalter bildete sich eine Landschaft zwischen Samatan und L’Isle-Jourdain, das Cogotois. Sie umfasste ungefähr die Gebiete der heutigen Gemeinden Clermont-Savès, Marestaing, Monferran-Savès, Castillon-Savès und Auradé. Der erste Grundherr ließ sich gegen Ende des 11. Jahrhunderts auf seiner Burg in Castillon nieder. Als die Französische Revolution ausbrach, emigrierte der letzte Grundherr während der größten Unruhen im Jahr 1791.

### Einwohnerentwicklung
Nach Beginn der Aufzeichnungen stieg die Einwohnerzahl bis zur Mitte des 19. Jahrhunderts auf einen Höchststand von rund 380. In der Folgezeit sank die Größe der Gemeinde bei zwischenzeitlichen Erholungsphasen bis zu den 1980er Jahren auf ihren tiefsten Stand von rund 110 Einwohnern, bevor sich eine Wachstumsphase einstellte.
| Jahr                       | 1962 | 1968 | 1975 | 1982 | 1990 | 1999 | 2006 | 2011 | 2020 |
| Einwohner                  | 122  | 128  | 144  | 112  | 116  | 117  | 128  | 135  | 180  |
| Quellen: Cassini und INSEE |      |      |      |      |      |      |      |      |      |

## Sehenswürdigkeiten
- Pfarrkirche Sainte-Madeleine. Sie birgt eine Reihe Ausstattungsgegenstände, die seit dem 22. Oktober 1997 als Monument historique eingeschrieben sind:
  - ein Ölgemälde aus dem späten 18. Jahrhundert mit der Darstellung der Kreuzigung Jesu,
  - eine Statuette aus bemaltem und vergoldetem Holz aus dem 16. Jahrhundert mit der Darstellung Maria Magdalenas ein Parfümgefäß haltend,
  - eine Statuette aus vergoldetem Holz aus dem 17. oder 18. Jahrhundert mit der Darstellung des heiligen Blasius als Bischof,
  - zwei Kollektenteller aus Kupfer aus dem 16. oder 17. Jahrhundert,
  - eine Kirchenfahne in Form eines Gemäldes aus dem 19. Jahrhundert mit der Darstellung des gekreuzigten Christus,
  - ein Gemälde aus dem frühen 17. Jahrhundert mit der Darstellung Marias, die das Jesuskind dem heiligen Blasius vorstellt und
  - ein Paar Handleuchter aus versilbertem Zinn aus dem 18. Jahrhundert.[5]

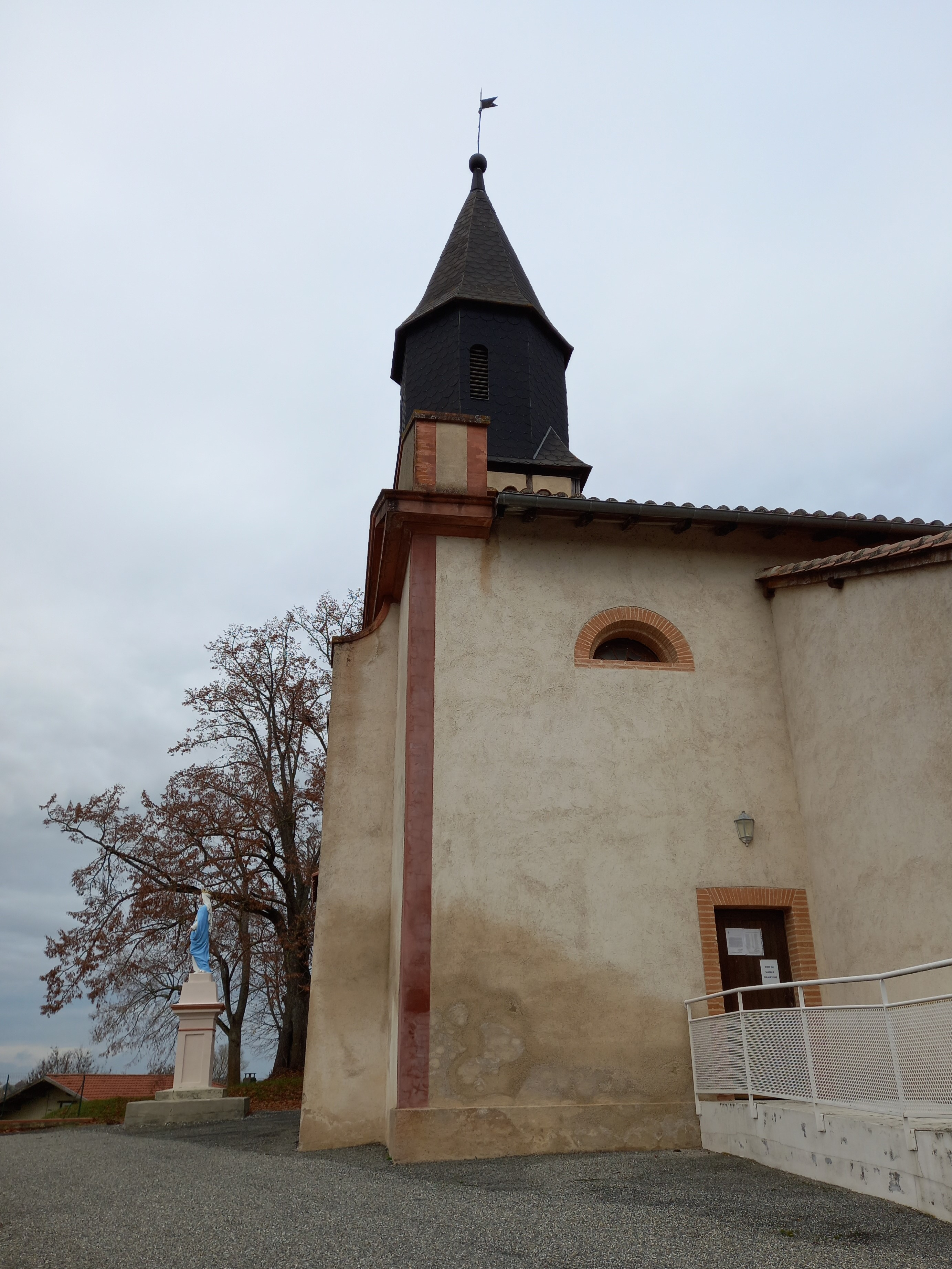
Kirche Sainte-Madeleine
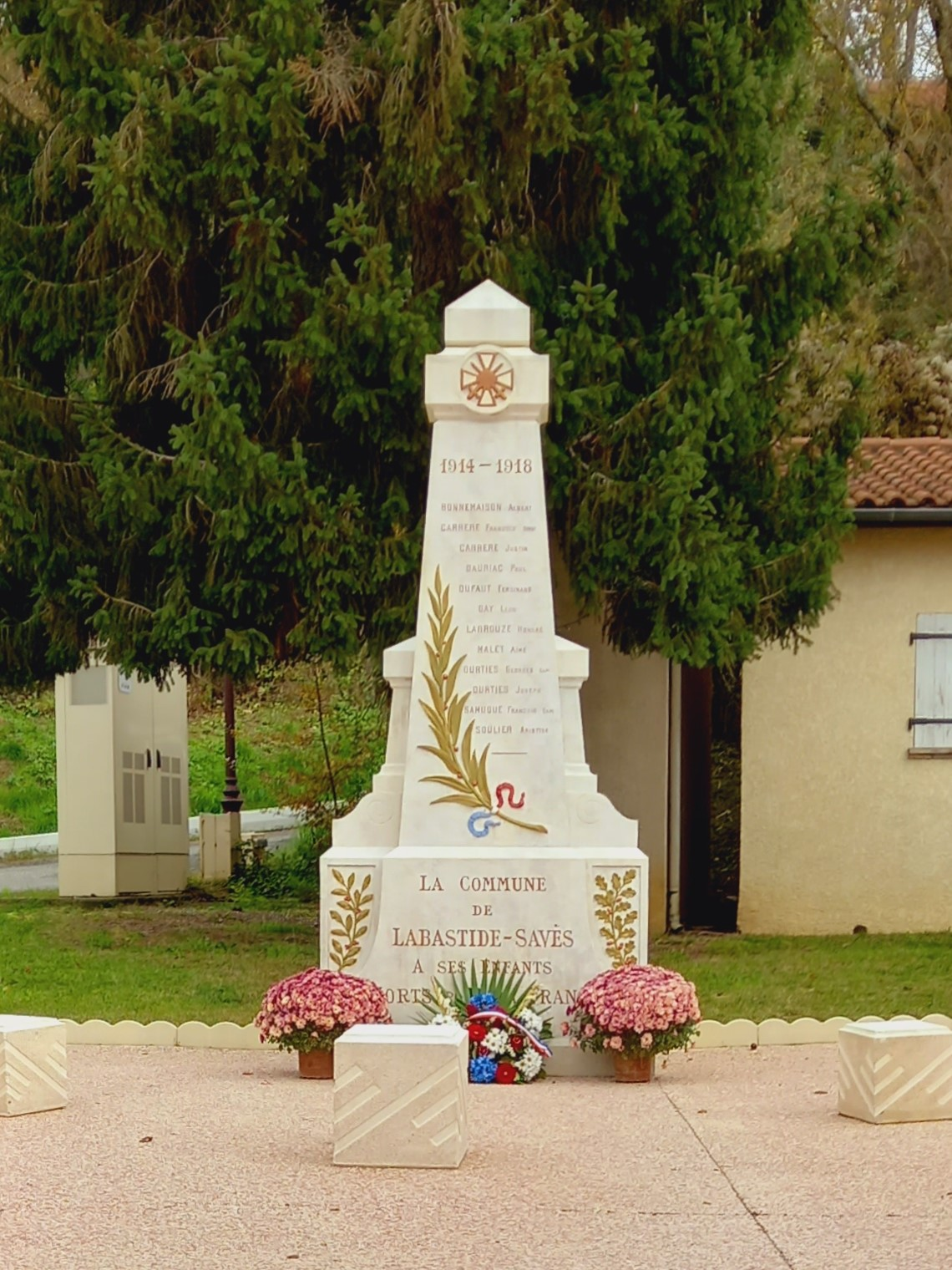
Gefallenendenkmal

## Wirtschaft und Infrastruktur
Labastide-Savès liegt in der Zone AOC der Knoblauchsorte Ail violet de Cadours.

### Verkehr
Labastide-Savès ist über die Routes départementales 39, 160, 247 und 634, die ehemalige Route nationale 634, erreichbar.

## Persönlichkeiten
Justin Fauré, geboren am 3. Januar 1840 in Lombez, gestorben am 20. Dezember 1915 in Labastide-Savès, war ein französischer Politiker. Während der Dritten Französischen Republik war er in fünf Legislaturperioden vom 20. Februar 1876 bis zum 14. Oktober 1893 Abgeordneter des Départements in der Nationalversammlung.